# 日冕 (卫星)

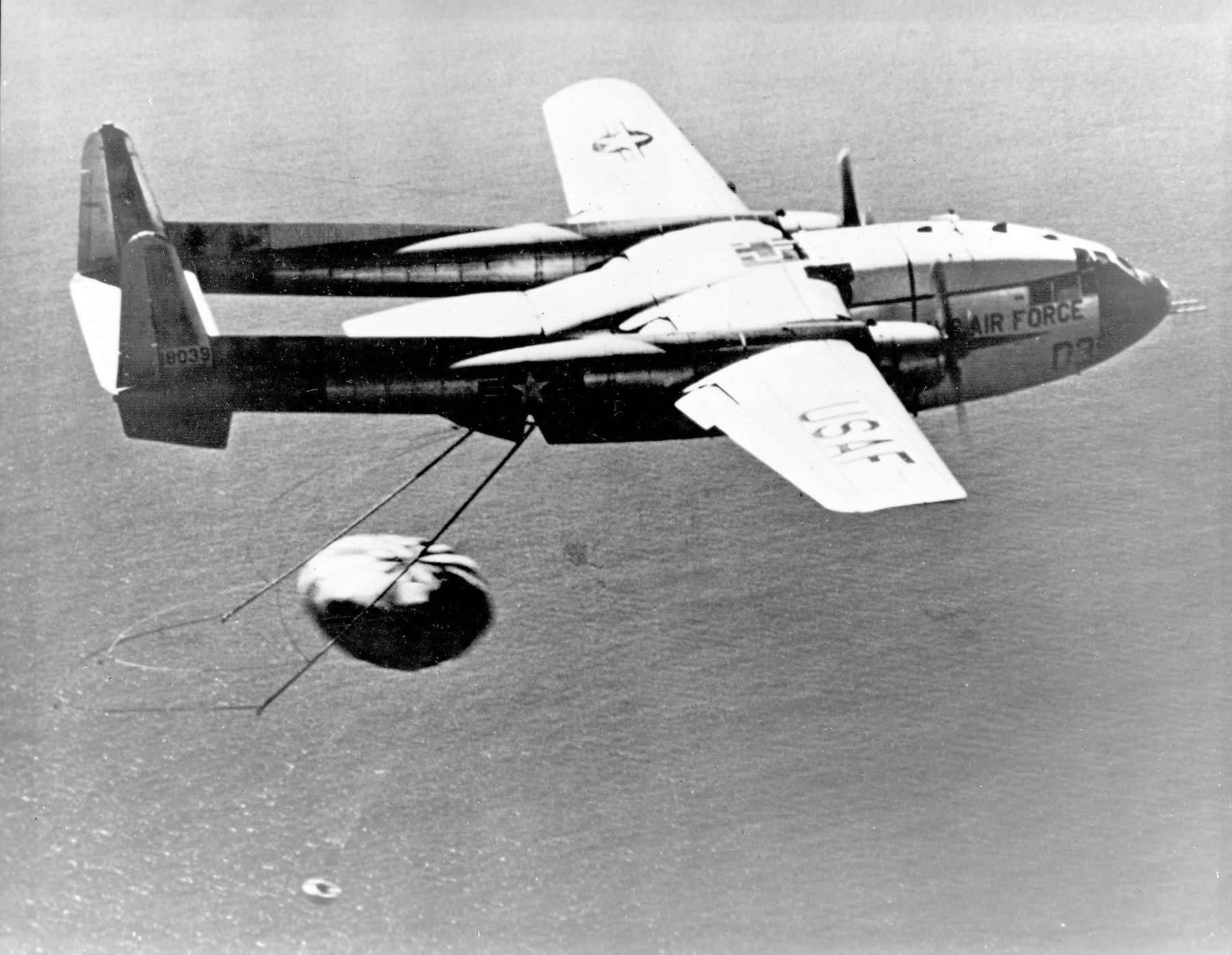
收取发现14号返回胶囊 (日冕计划的通常行动)

日冕计划（英語：Corona Program）是美国中央情报局科学技术总处和美国空军共同开发运营的一系列战略侦查卫星。

## 計劃內容

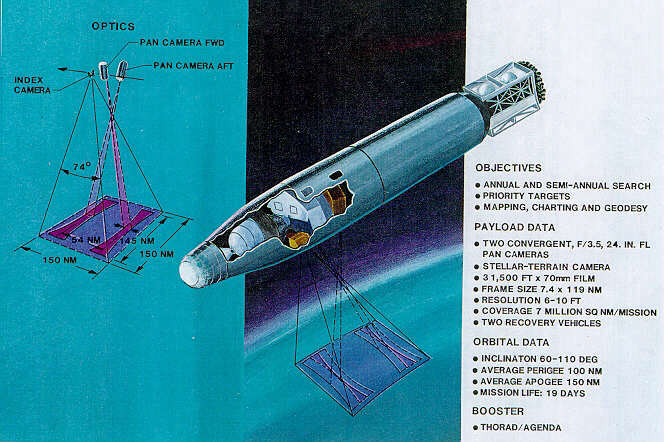
KH-4B拍攝範圍、衛星內部功能結構的報告

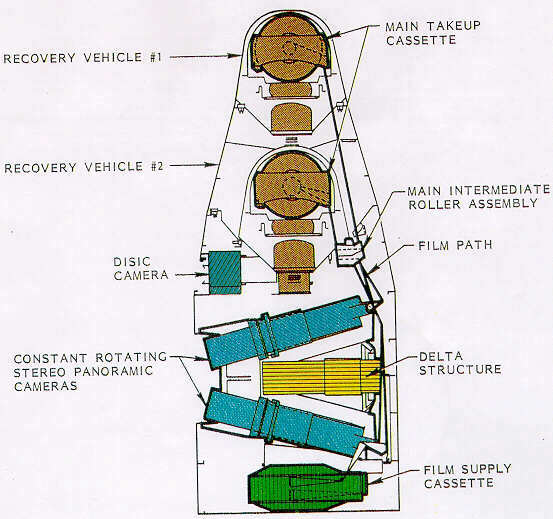
KH-4的J-1版本開始可容納兩條母帶與鏡片成像

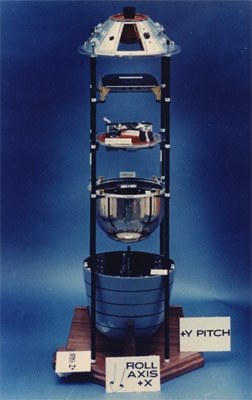
母帶保護艙

自1959年6月起，该卫星主要以摄影的形式侦查苏联和中华人民共和国等国境内的目标，该项目结束于1972年5月，145次发射，共从太空拍摄80万张照片，胶片面积达210万平方英尺。日冕计划的前十二次全部失败，1960年8月前，第十三次首次成功返回大气层被收回，为人类历史上首次实现返回式卫星计划。第十四次携带摄像设备。日冕卫星拍摄完照片后，以返回舱的形式进入大气层， 在美国夏威夷海域被美国空军在空中拦截收回。日冕卫星为美国战略侦查带来革命性变化，被美国军方人士形容为“如同在黑屋子里打开手电筒”一般，对苏联的侦查极大地缓解了美国对苏联核武器威胁的担心。但是日冕卫星容易受到大气云层的干扰，1962年古巴导弹危机时期并未派上用场，发现苏联导弹而是由U-2侦察机完成。后期，日冕计划逐渐被更为先进的策略卫星取代。1995年，美国总统克林顿发布行政命令将该计划解密。2005年，日冕计划主要设计开发人员获得美国工程类最高奖查尔斯·斯塔克·德雷珀奖。

## 相关任务

1967年9月20日，日冕计划KH-4B拍摄的北京市区的照片，北京地铁一期工程路线一览无余
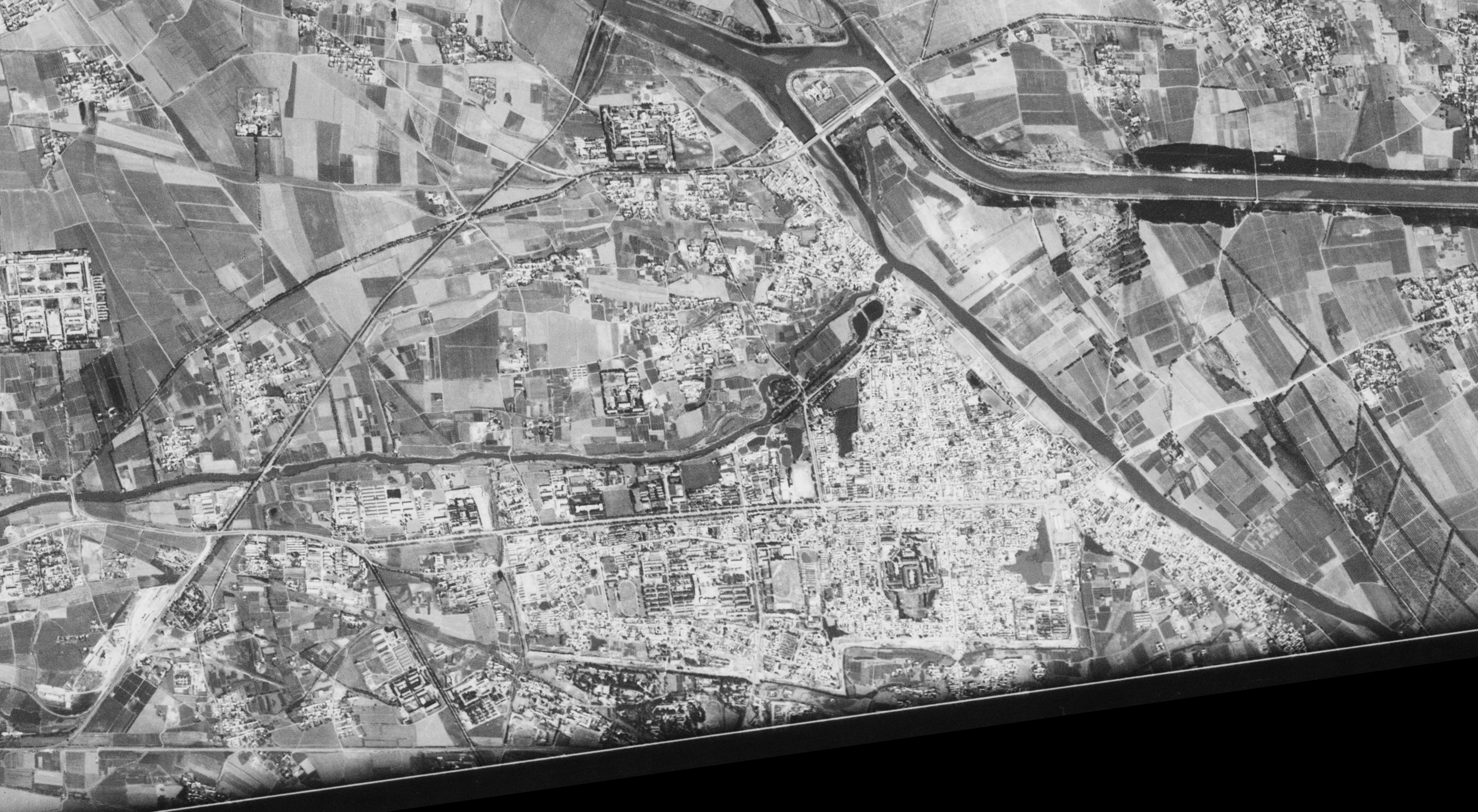
1967年9月20日，日冕计划KH-4B拍摄的通州城区的照片
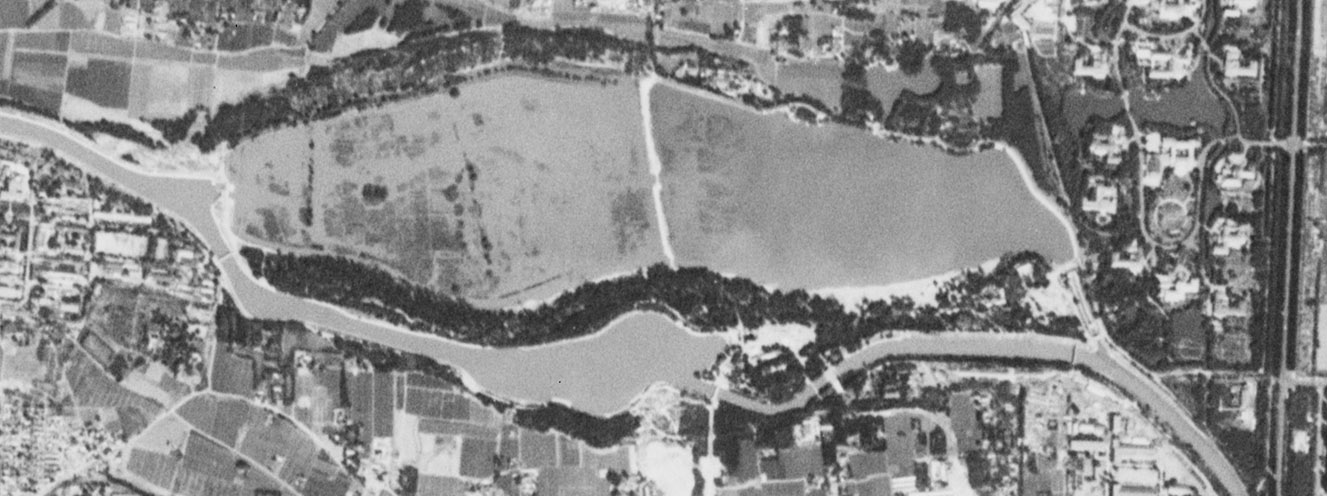
1967年9月20日，日冕计划KH-4B拍摄的八一湖的照片
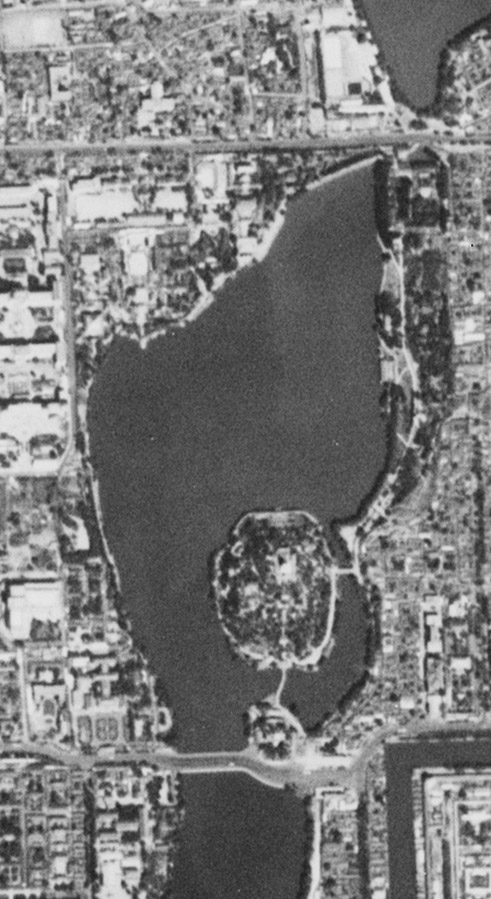
1967年9月20日，日冕计划KH-4B拍摄的北海公园的照片
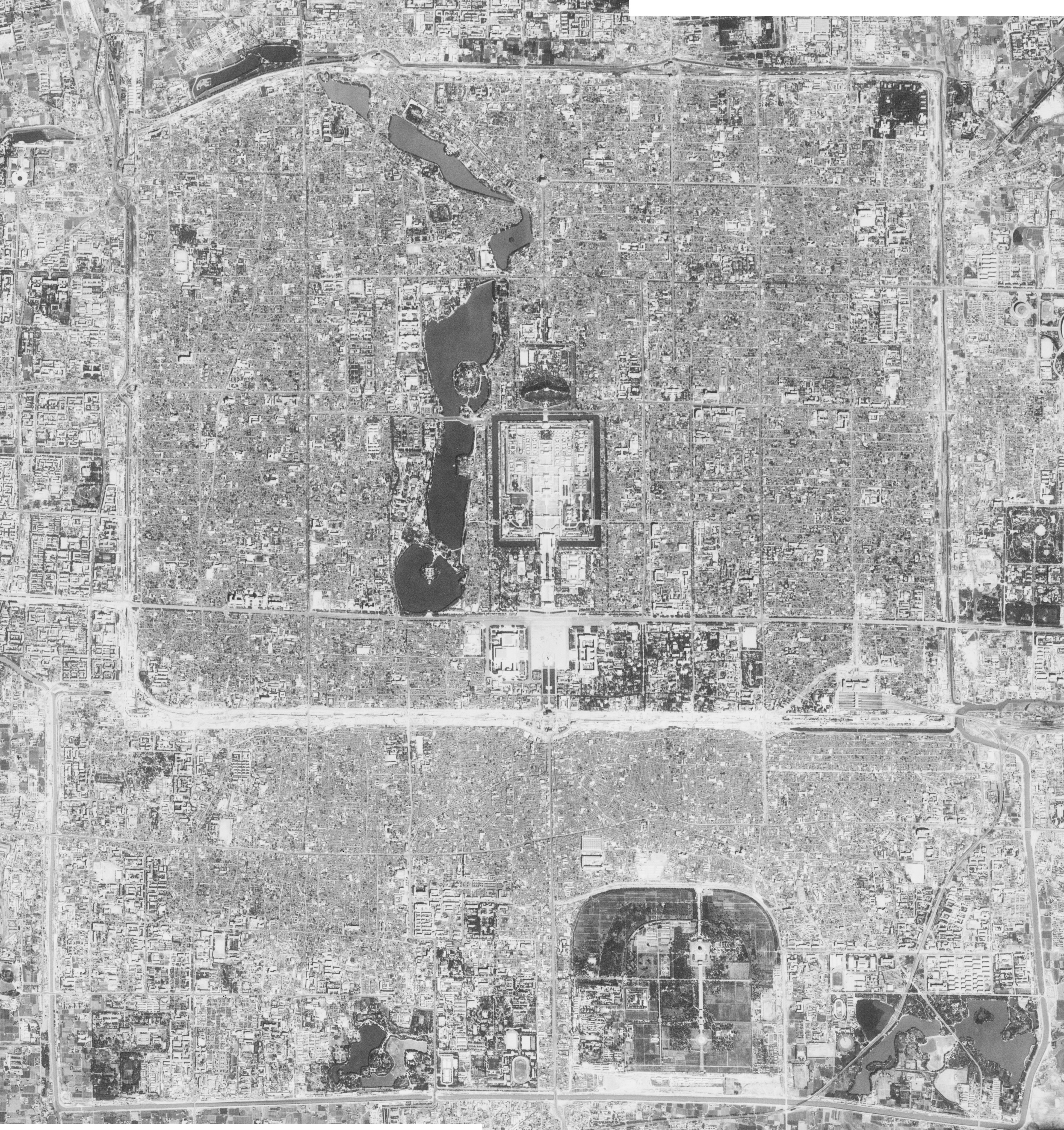
1967年9月20日，日冕计划KH-4B拍摄的另一张北京市区的照片
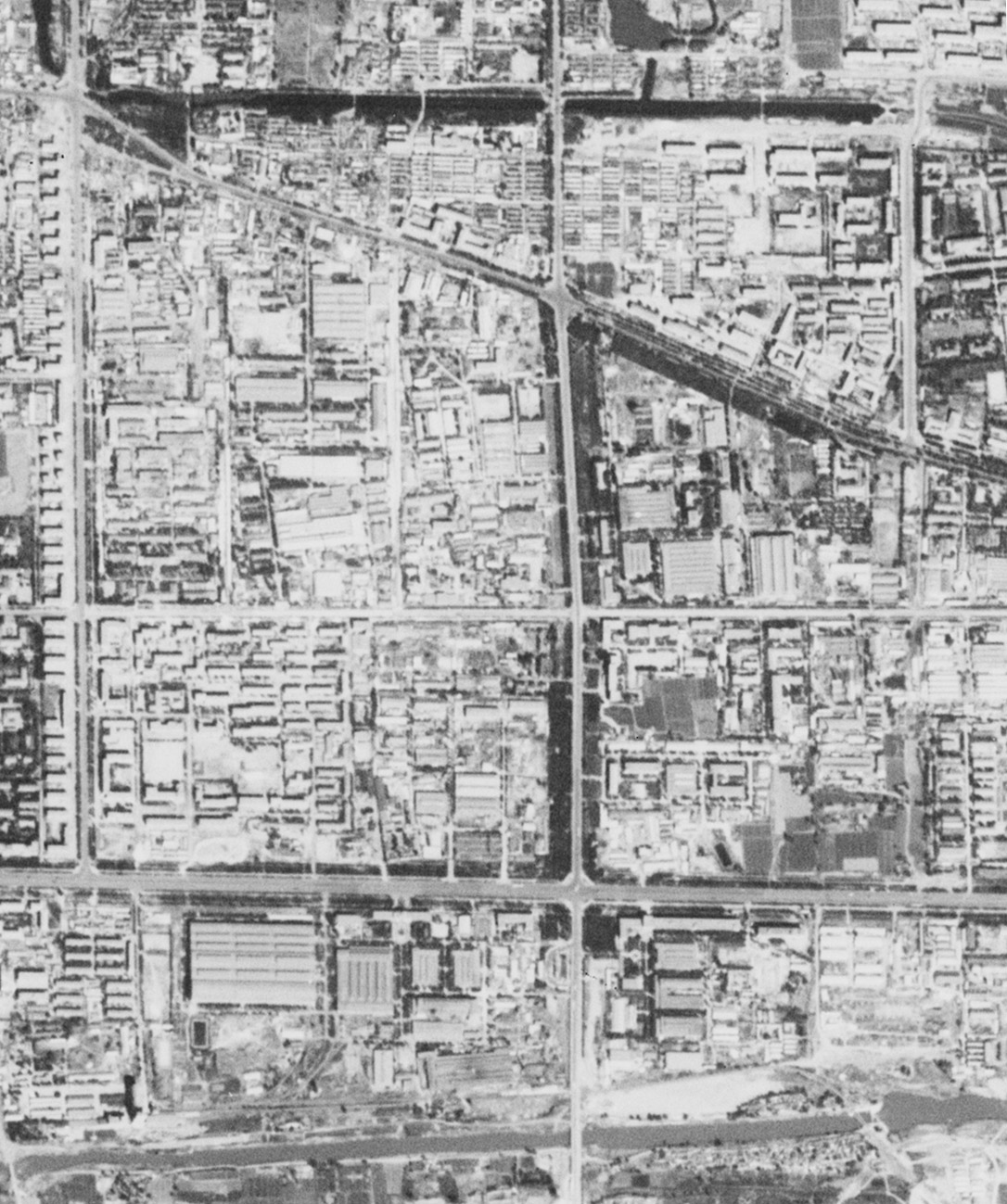
1967年9月20日，日冕计划KH-4B拍摄的大北窑的照片
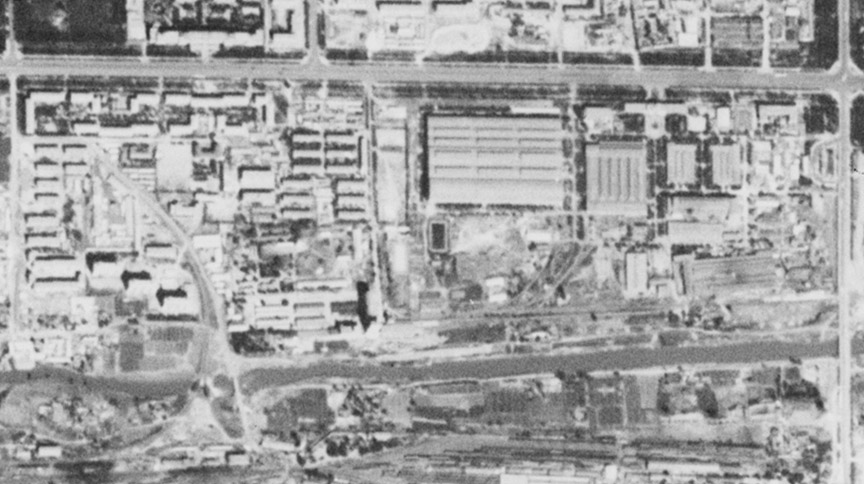
1967年9月20日，日冕计划KH-4B拍摄的北京第一机床厂的照片
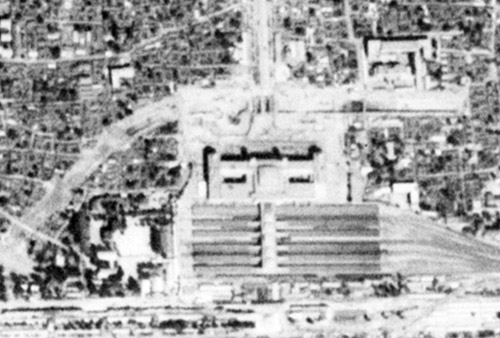
1967年9月20日，日冕计划KH-4B拍摄的北京站的照片
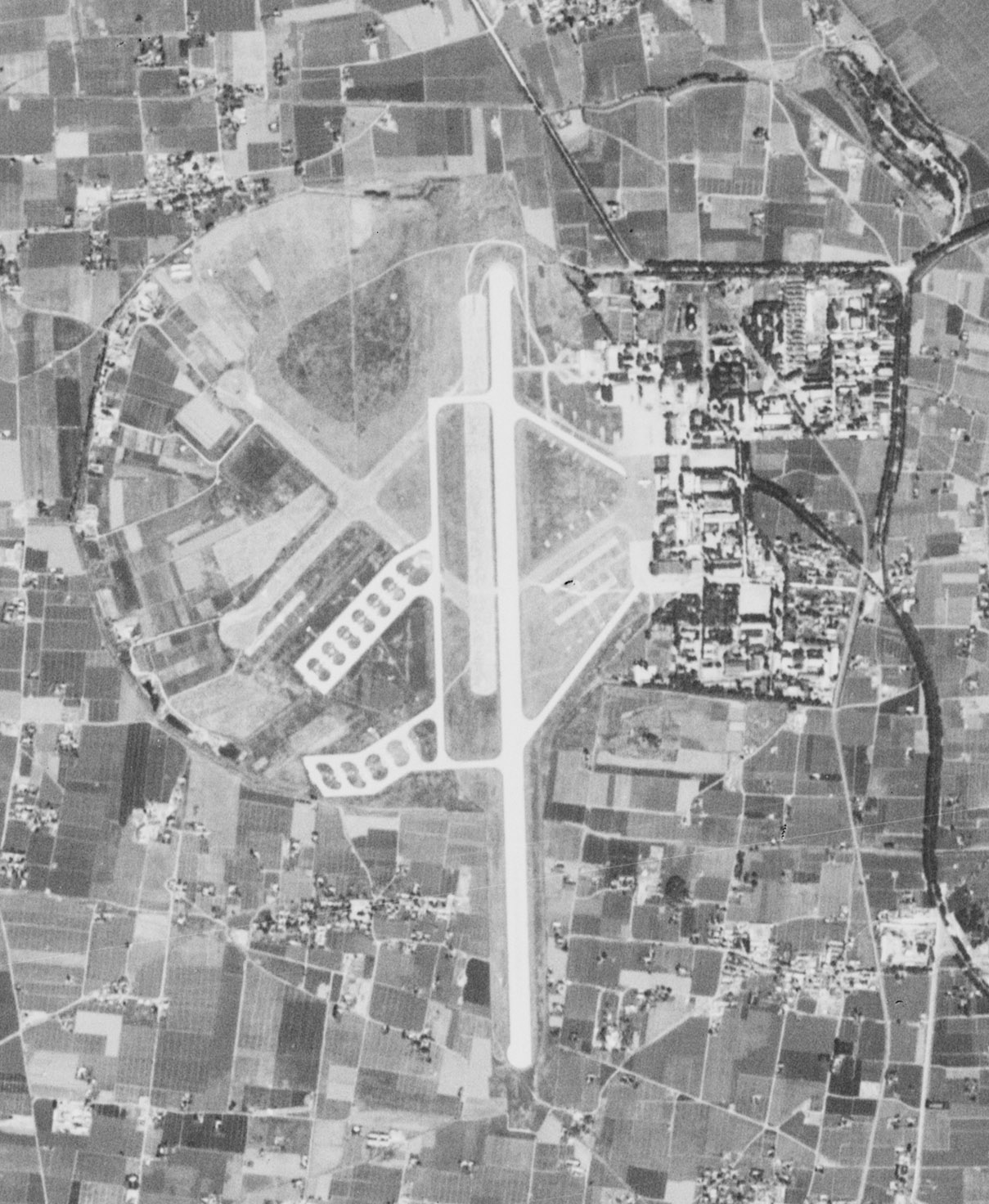
1967年9月20日，日冕计划KH-4B拍摄的西郊机场的照片
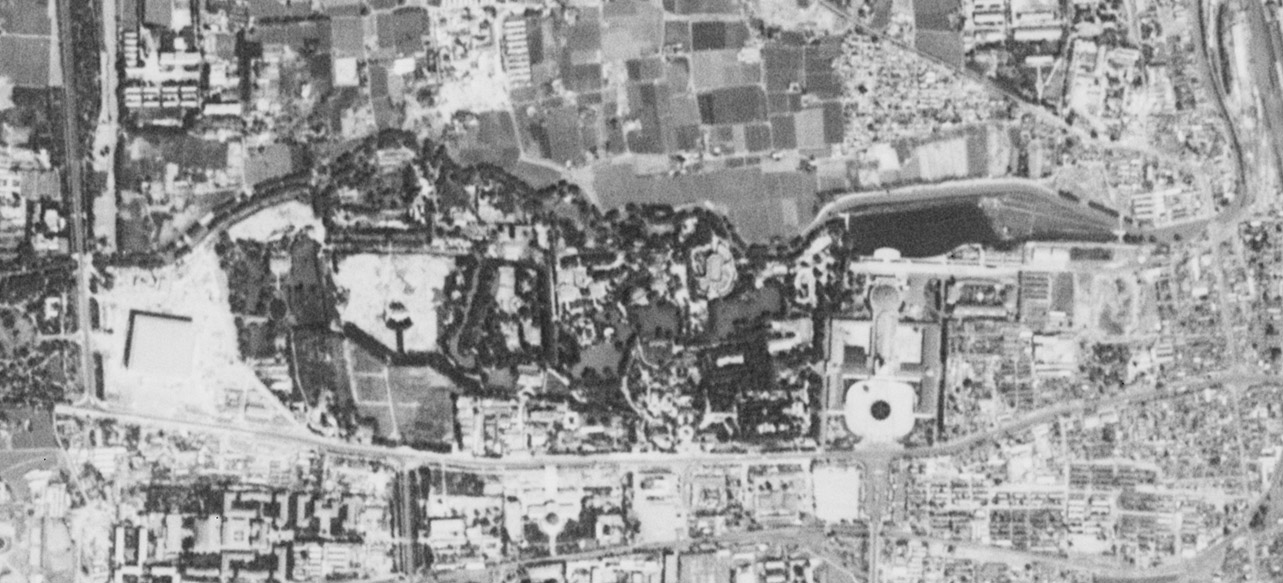
1967年9月20日，日冕计划KH-4B拍摄的北京动物园的照片
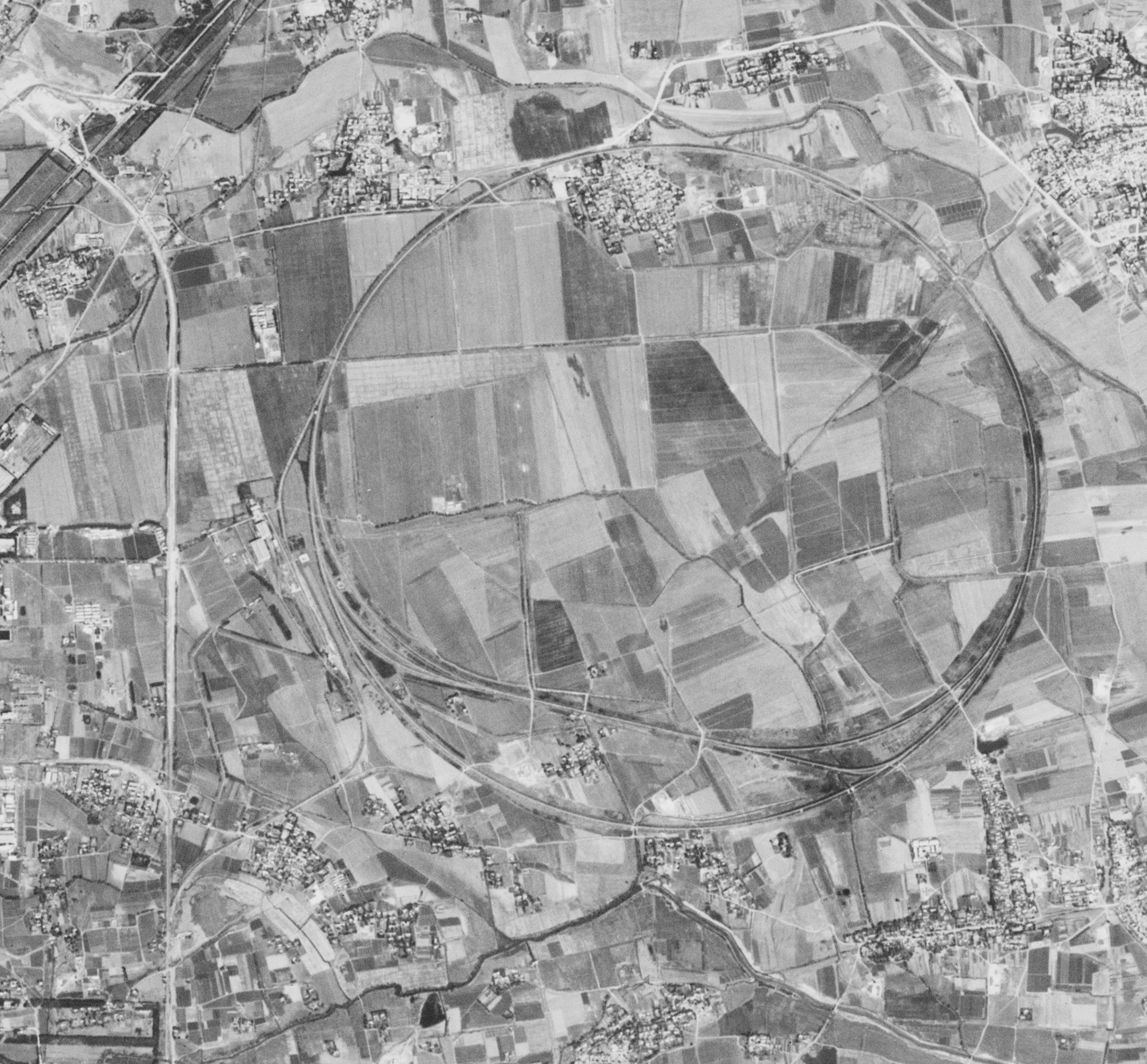
1967年9月20日，日冕计划KH-4B拍摄的环形铁道的照片
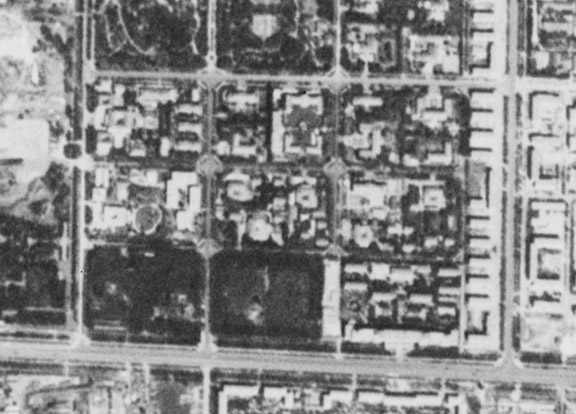
1967年9月20日，日冕计划KH-4B拍摄的北京使馆区的照片
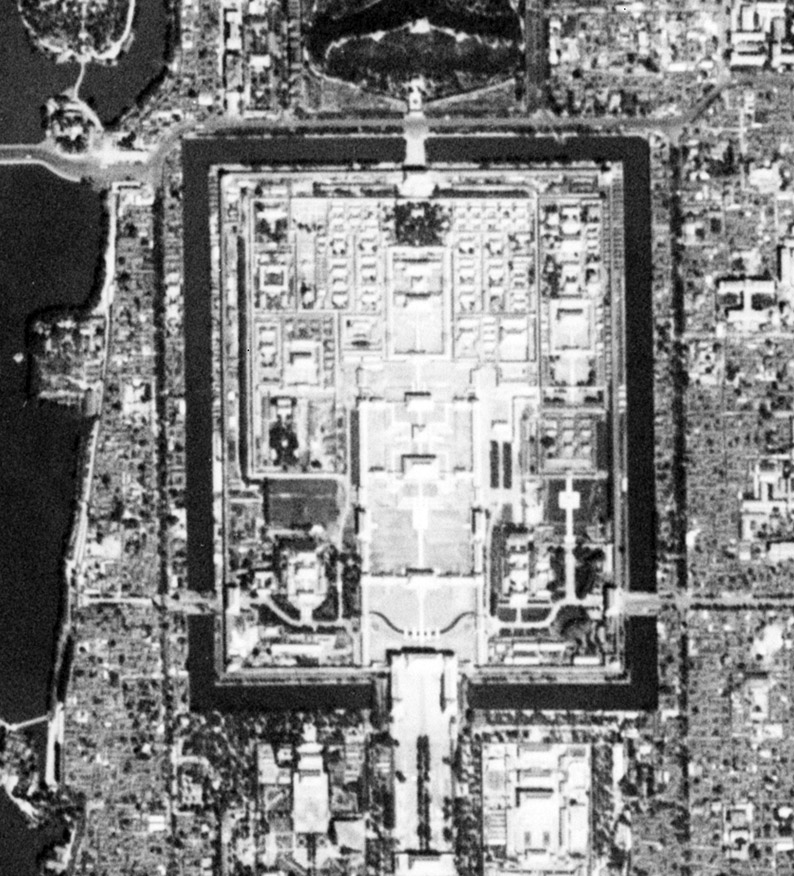
1967年9月20日，日冕计划KH-4B拍摄的故宫的照片
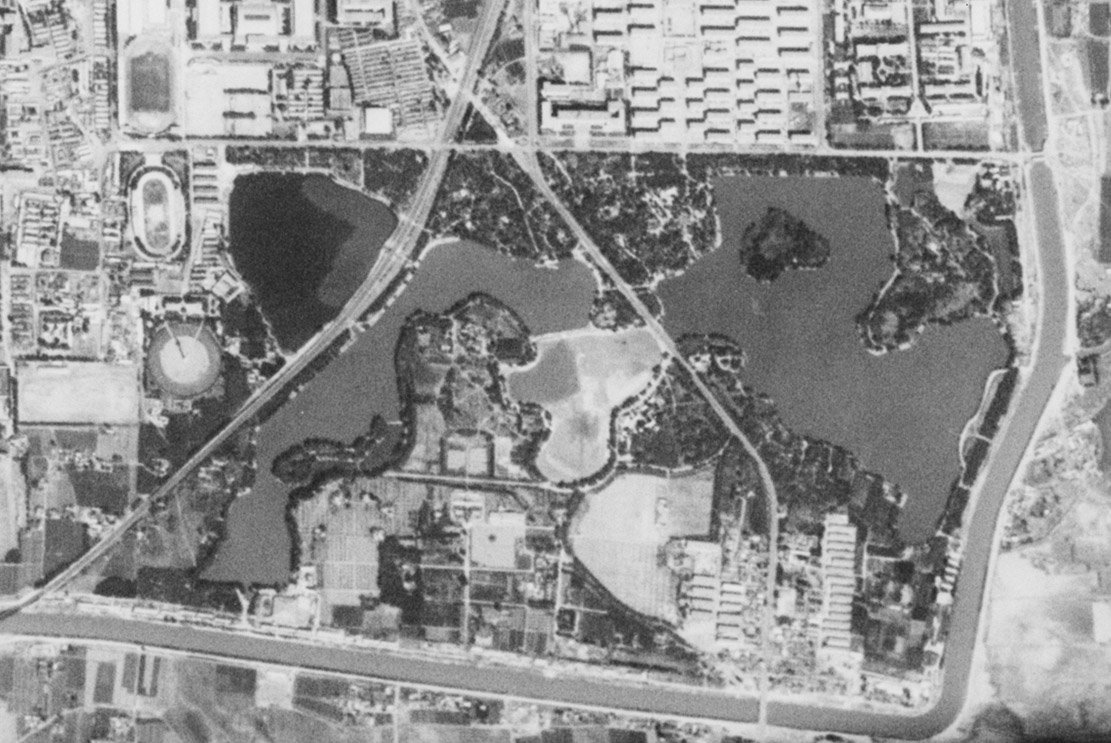
1967年9月20日，日冕计划KH-4B拍摄的龙潭公园的照片
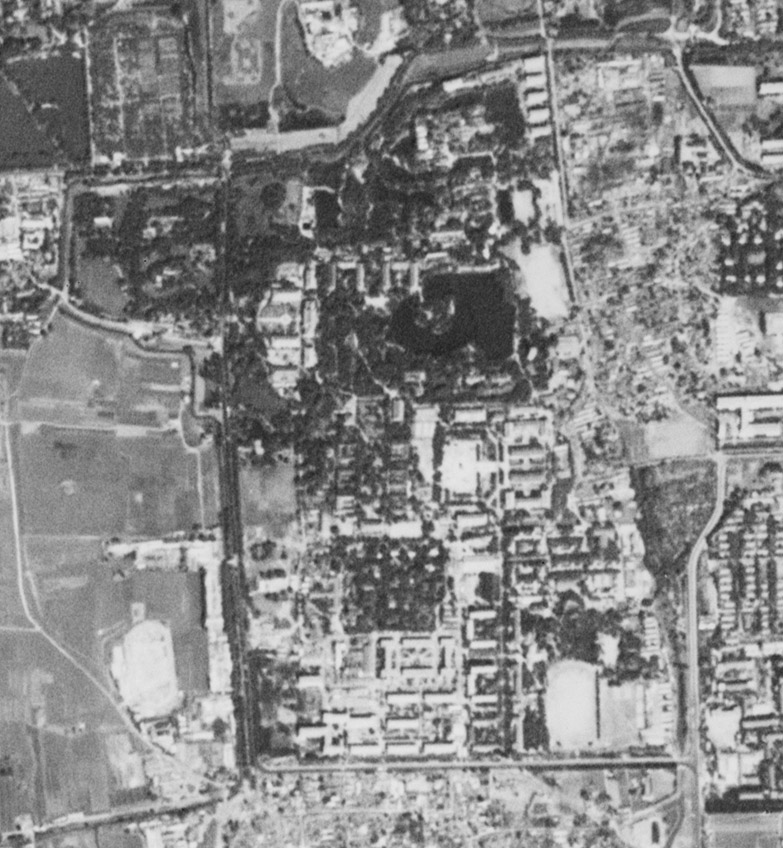
1967年9月20日，日冕计划KH-4B拍摄的北京大学的照片
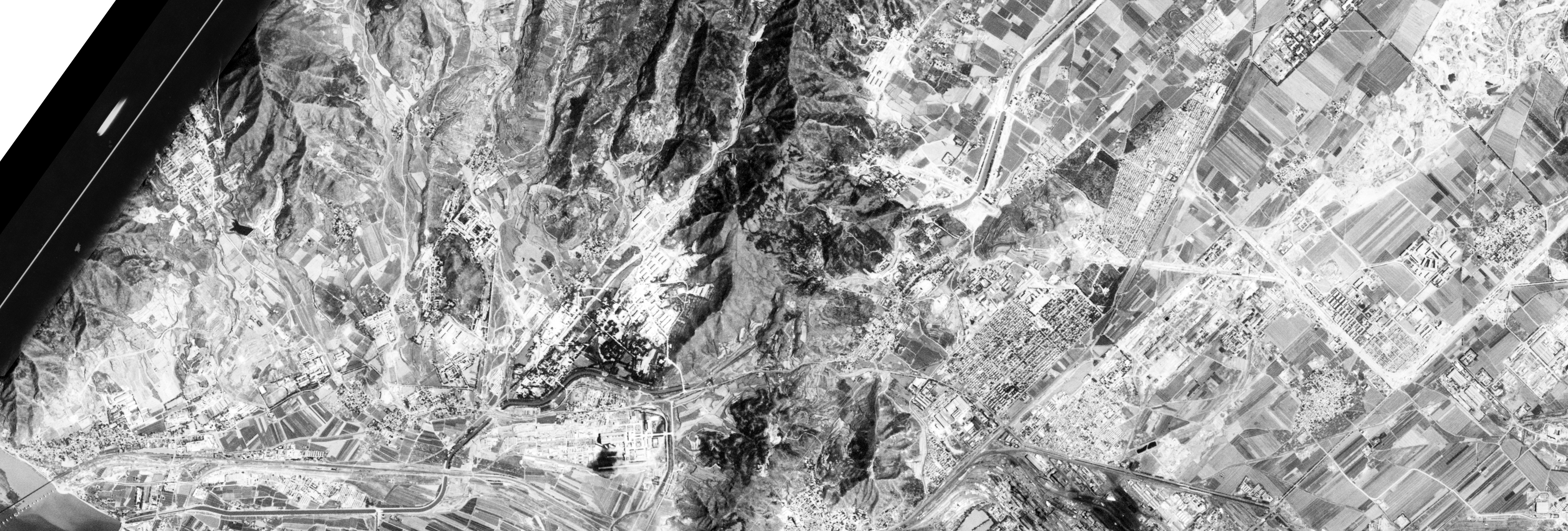
1967年9月20日，日冕计划KH-4B拍摄的石景山西北部与门头沟东部的照片
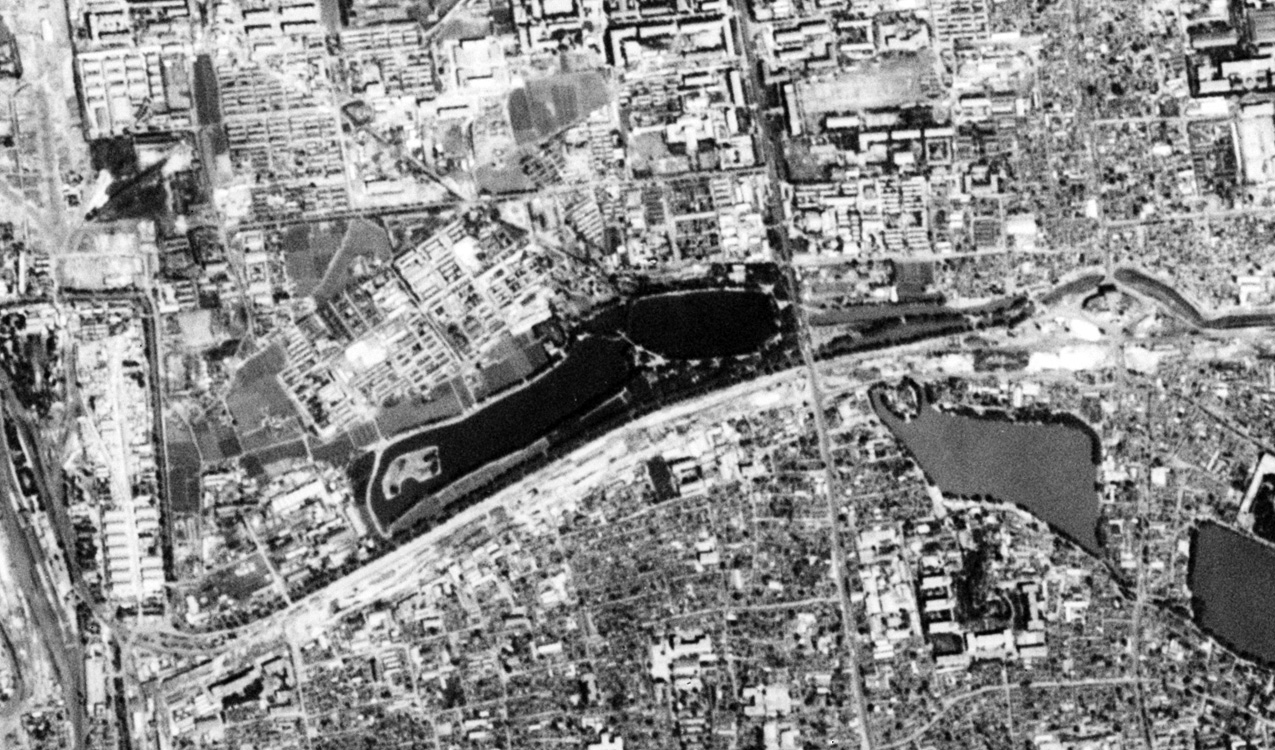
1967年9月20日，日冕计划KH-4B拍摄的太平湖的照片
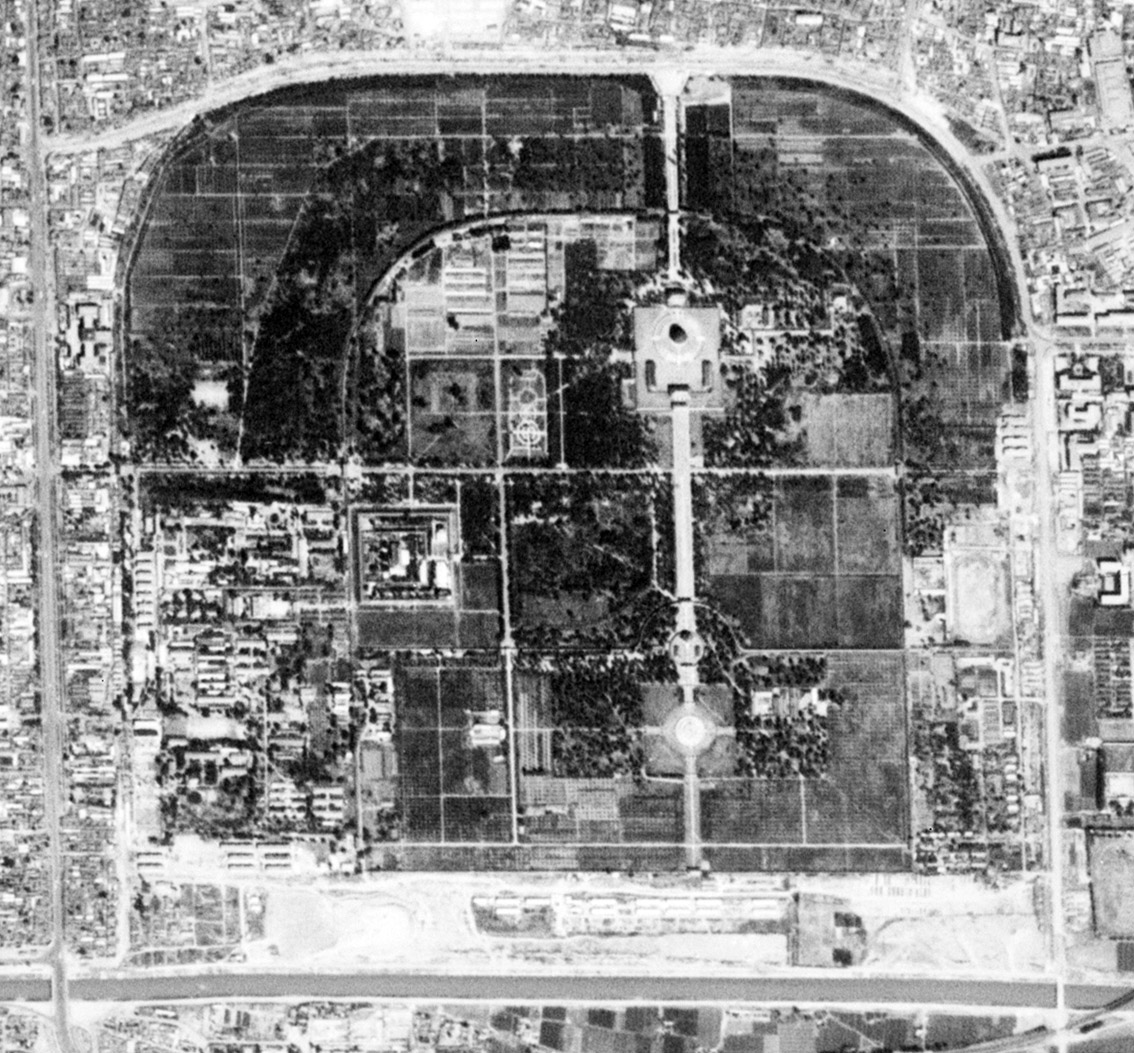
1967年9月20日，日冕计划KH-4B拍摄的天坛的照片
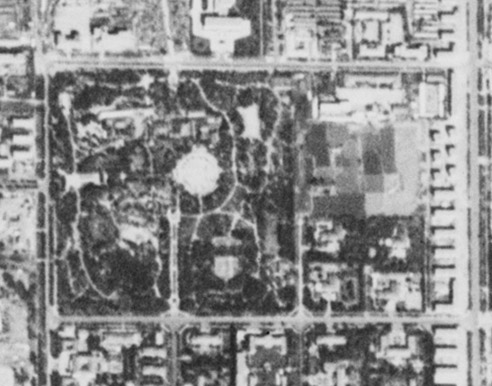
1967年9月20日，日冕计划KH-4B拍摄的日坛的照片
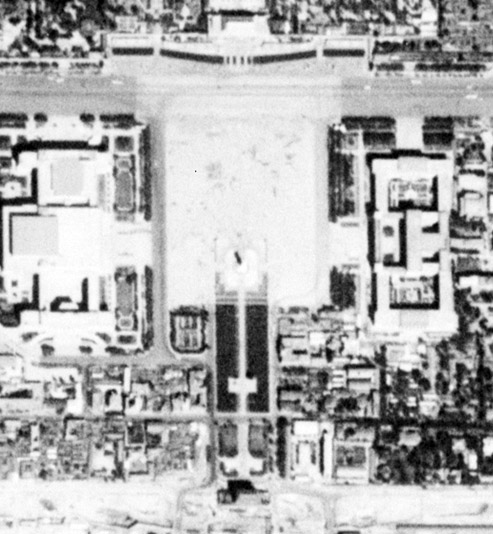
1967年9月20日，日冕计划KH-4B拍摄的天安门广场的照片
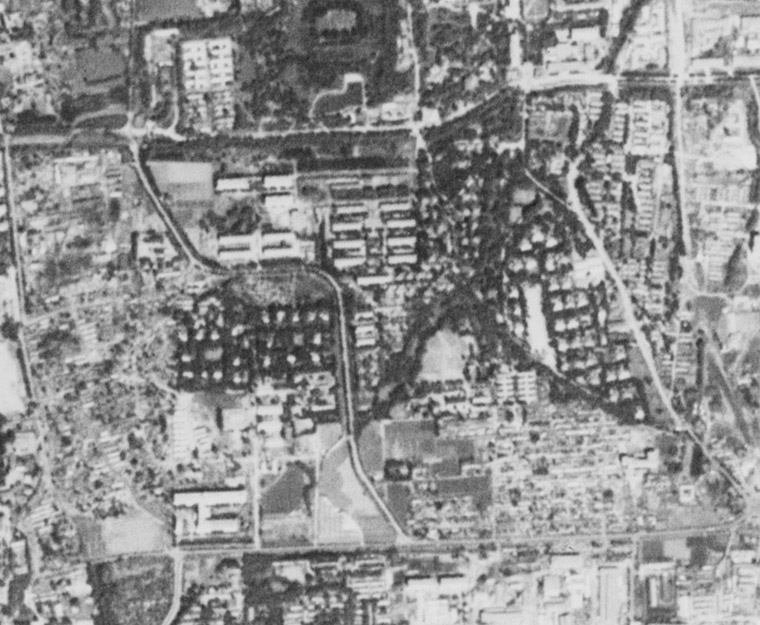
1967年9月20日，日冕计划KH-4B拍摄的清华大学的照片
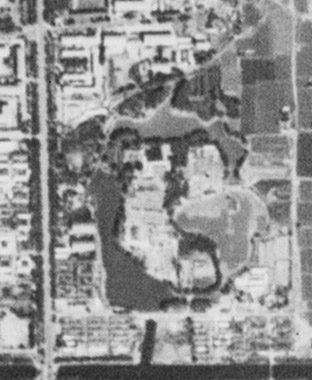
1967年9月20日，日冕计划KH-4B拍摄的团结湖公园的照片
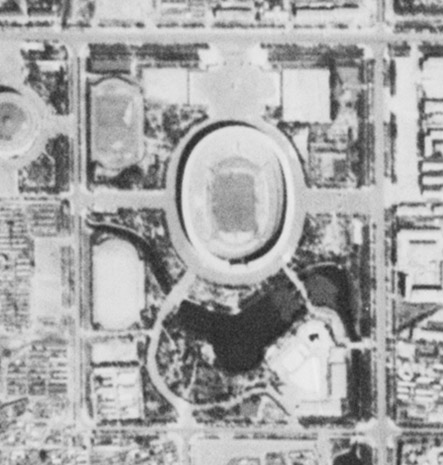
1967年9月20日，日冕计划KH-4B拍摄的工人体育场的照片
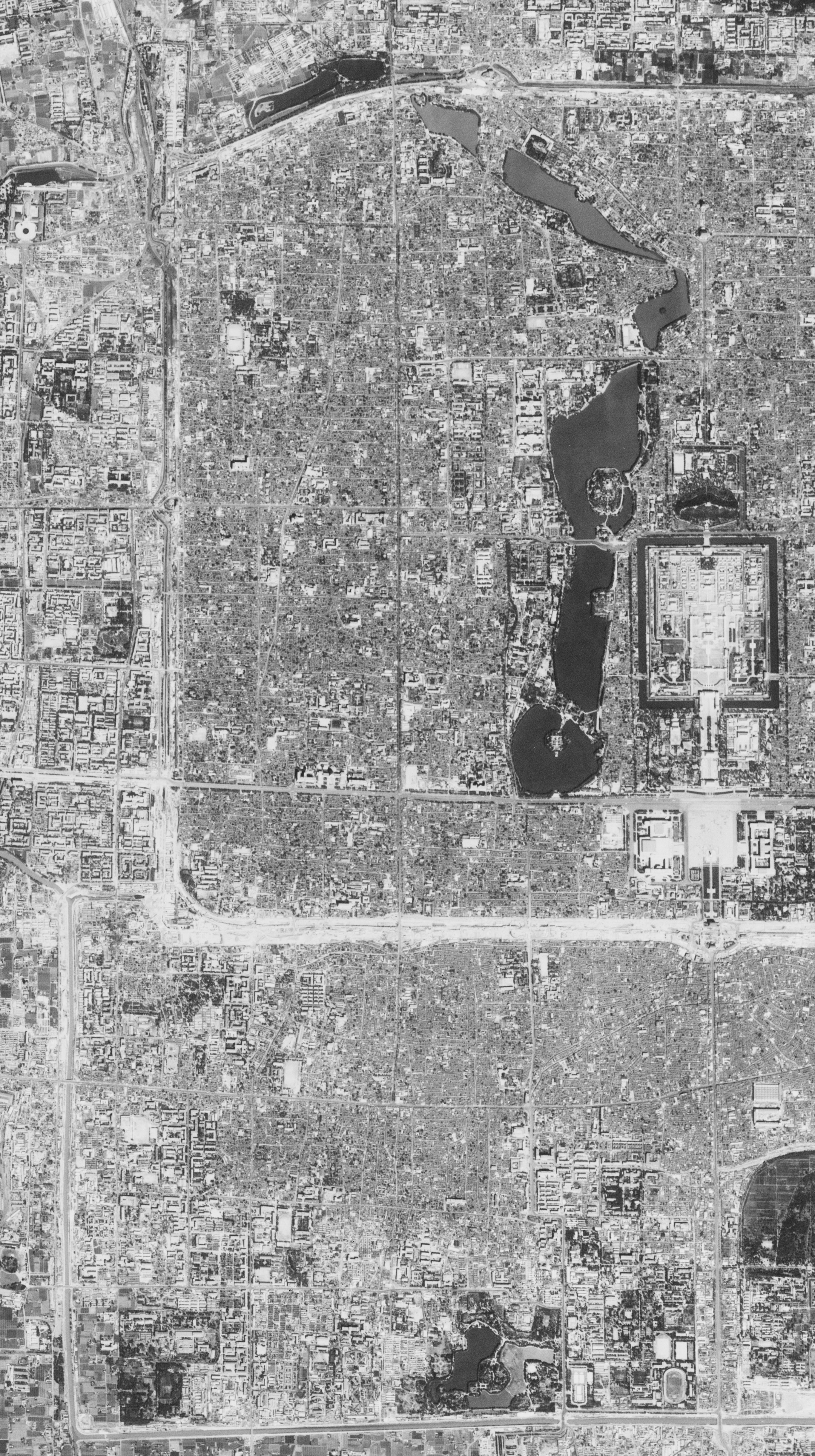
1967年9月20日，日冕计划KH-4B拍摄的西城区的照片
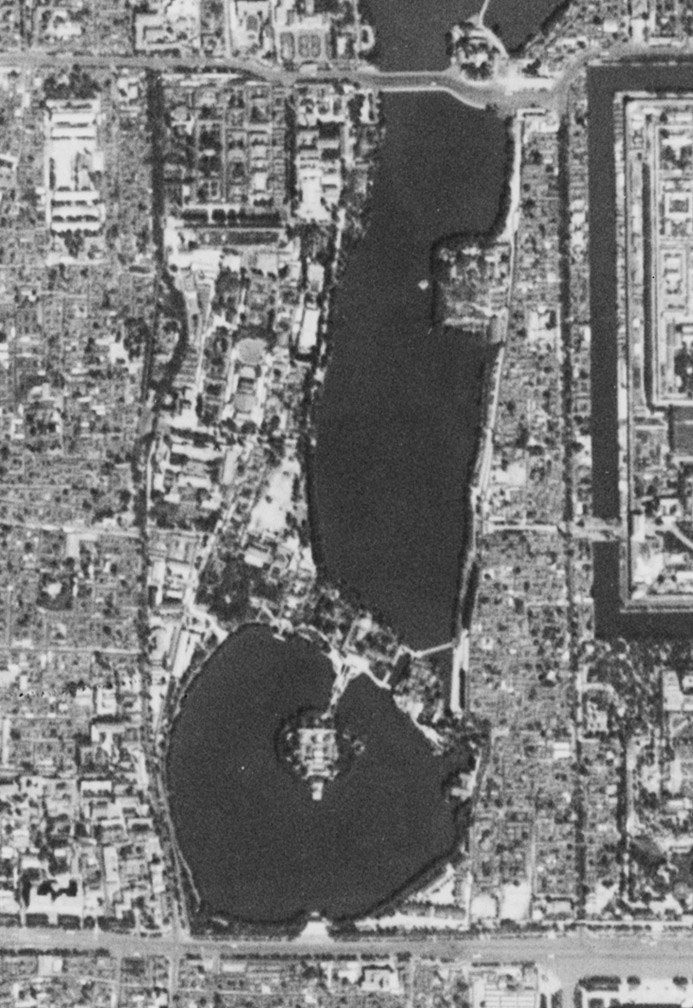
1967年9月20日，日冕计划KH-4B拍摄的中南海的照片
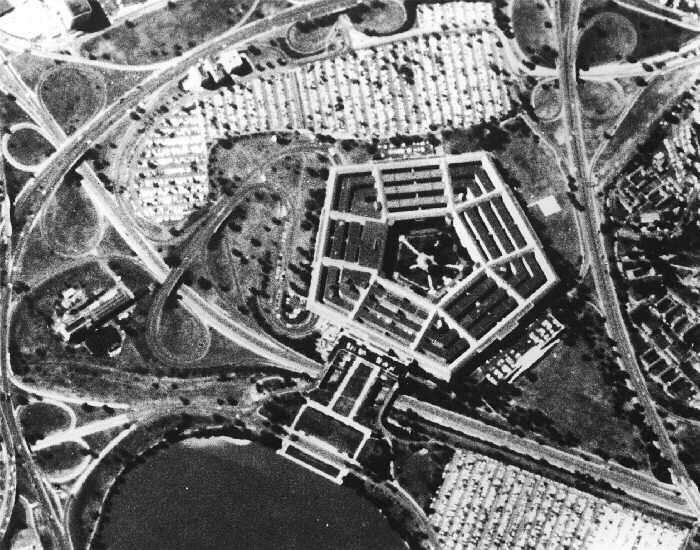
1967年9月25日，日冕计划KH-4B拍摄的五角大楼的照片
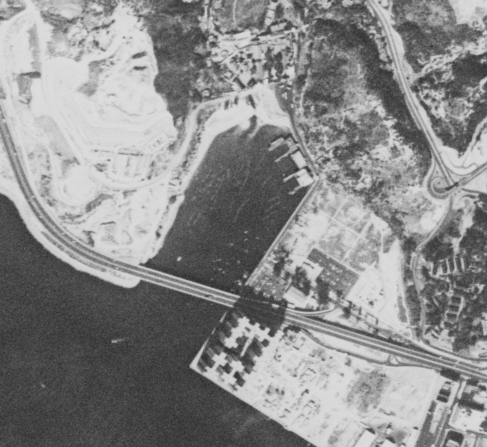
1969年12月13日，香港荔枝角灣(荔灣)